# Случай на болоте
«Случай на болоте» — российский короткометражный рисованный мультфильм. По сказке Татьяны Пономаревой.
Первый из трёх сюжетов мультипликационного альманаха «Весёлая карусель» № 24.

## Сюжет
Вредный и глупый мальчик на болоте дразнит цаплю. Затем он пытается накинуть на неё верёвку. Ей это не нравится и она улетает. Мальчик остаётся на болоте один и ему становится страшно. Потом на болото приходит вредная девочка и начинает дразнить мальчика. Он громко зовёт маму, которая приходит и забирает его домой. Девочку, которую назвали Юлька, неожиданно тоже кто-то зовёт и она убегает прочь в свой дом. После того, как на болоте не осталось посторонних детей цапля прилетает обратно.

## Съёмочная группа
| Автор сценария и Кинорежиссёр | Аркадий Шер          |
| Художник-постановщик          | Елена Фёдорова       |
| Композитор                    | Анатолий Александров |
| Аниматор                      | Наталия Богомолова   |